# Mohamed Sifaoui
Mohamed Sifaoui (4 luglio 1967) è un giornalista, scrittore e regista francese di origine algerina che si occupa principalmente di islamismo.

## Biografia
Dopo aver lavorato nella stampa algerina, ha scelto l'esilio in Francia che lo ha accolto come rifugiato politico.
Sul suo blog si descrive come un "musulmano laico e democratico".
È autore di diverse inchieste e reportage sull'argomento. Una di queste ha fatto particolarmente scalpore essendosi infiltrato in una cellula terrorista di Parigi, cosa che gli è costato diverse minacce di morte. Ha anche testimoniato a favore di Charlie Hebdo in occasione del processo intentato contro il giornale da parte di alcune associazioni musulmane riguardo alle caricature di Maometto sullo Jyllands-Posten.
Poco dopo la controversia con l'Islam sull'editoriale di Robert Redeker (da lui sostenuto), le minacce di morte si sono rinnovate. Dal 2003 vive sotto protezione permanente della polizia.

## Controversie
Nel suo libro La Mafia des généraux, lo scrittore e giornalista algerino Hichem Aboud ha denunciato una contiguità di Mohamed Sifaoui con i generali algerini, stigmatizzando anche il suo intervento a favore di Khaled Nezzar durante il suo processo a Parigi nel 2002.
Nel programma Arrêt sur images del 16 ottobre 2005, il giornalista Thomas Deltombe e l'islamologo Olivier Roy hanno giudicato una messinscena il famoso documentario di Sifaoui J'ai infiltré une cellule islamiste. A queste critiche questi ha risposto che nel documentario è ritratto un Islam radicale e liberticida e non tutto l'Islam e che la realtà di questi gruppuscoli non la si dovrebbe negare o lasciar passare sotto silenzio solo per tranquillizzare il pubblico.

## Opere
- (FR) Combattre le terrorisme islamiste, Editions Grasset.
- (FR) L'affaire des caricatures. Dessins et Manipulations, Edition Privé.
- (FR) Lettre aux islamistes de France et de Navarre, Editions du Cherche Midi.
- (FR) Sur les traces de Ben Laden, Editions du Cherche Midi.
- (FR) Mes frères assassins, Editions du Cherche Midi.
- (FR) La France malade de l'islamisme, Editions du Cherche Midi.